# Jaume Camprodon Rovira
Jaume Camprodon Rovira (ur. 18 grudnia 1926 w Torelló, zm. 26 grudnia 2016 w Gironie) – hiszpański duchowny katolicki, biskup diecezjalny Girona 1973-2001.

## Życiorys
Święcenia kapłańskie otrzymał 22 maja 1949.
1 września 1973 papież Paweł VI mianował go biskupem diecezjalnym Girona. 21 października tego samego roku z rąk arcybiskupa Luigiego Dadaglio przyjął sakrę biskupią. 30 października 2001 ze względu na wiek na ręce papieża Jana Pawła II złożył rezygnację z zajmowanej funkcji.
Zmarł 26 grudnia 2016.